# Euphoria leucopyge
Euphoria leucopyge är en skalbaggsart som beskrevs av Bates 1889. Euphoria leucopyge ingår i släktet Euphoria och familjen Cetoniidae. Inga underarter finns listade i Catalogue of Life.